# Famille Pico
 (novembre 2024).
Si vous disposez d'ouvrages ou d'articles de référence ou si vous connaissez des sites web de qualité traitant du thème abordé ici, merci de compléter l'article en donnant les références utiles à sa vérifiabilité et en les liant à la section « Notes et références ».
La famille Pico della Mirandola (Pic della Mirandola en dialecte mirandolais; Pic de La Mirandole en français) est une ancienne famille noble italienne, aujourd'hui éteinte, qui régna durant quatre siècles sur la Mirandole qui fut érigée en principauté puis en duché au XVIIe siècle.

## Présentation
La famille Pico a notamment régné sur la commune de Mirandola en Italie, précisément de 1311 à 1711. Elle est à l'origine du château des Pico où une partie de la famille y vécut et dans lequel elle a ajouté d'importantes œuvres d'art durant la période de la Renaissance.
En 1617, la Mirandole devient Duché de la Mirandole à la suite de son érection en duché par l'empereur du Saint-Empire.
En 1709, les biens de la famille Pico furent confisqués par la famille d'Este.

## Personnalités
Plusieurs membres se sont distingués à travers les siècles, notamment :
- Francesco I Pico, condottiere
- Francesco II Pico della Mirandola, condottiere
- Giovanni Pico della Mirandola, philosophe
- Luigi Pico della Mirandola, évêque
- Lodovico Pico della Mirandola, prélat catholique